# Sciopero degli sceneggiatori della Writers Guild of America (1960)
Lo sciopero degli sceneggiatori della Writers Guild of America del 1960 è stata una manifestazione indetta dai sindacati Writers Guild of America, West, Writers Guild of America, East e Association of Motion Picture Producers contro gli studi cinematografici e successivamente anche contro le reti televisive.
Iniziato il 16 gennaio 1960 e concluso il 10 giugno (gli accordi sono stati presi in questa data, ma i contratti sono stati firmati il 12 giugno), lo sciopero è durato 20 settimane e 6 giorni, secondo per durata solo a quello del 1988. Le proteste contro le televisioni sono iniziate il 19 marzo.
Gli effetti che la protesta ha provocato sono stati devastanti, non tanto per la durata, quanto perché in quel periodo cui era in corso anche uno sciopero degli attori, che però è finito prima dei tempi previsti proprio a causa di questo motivo.

## Motivi
Il motivo del lungo sciopero è da ricercarsi nel basso salario previsto per gli sceneggiatori, e nella richiesta di partecipare con una quota ai diritti cinematografici di un film, che all'epoca andavano solo alle case cinematografiche e ai grandi distributori.

## Studi cinematografici e televisivi colpiti
Lo sciopero ha colpito fortemente sette studi: Allied Artists, Columbia Pictures, Metro-Goldwyn-Mayer, Paramount Pictures, Twentieth-Century Fox, Walt Disney Pictures e Warner Brothers.
Gli Universal Studios si erano accordati coi propri sceneggiatori prima dello sciopero, riuscendo così a garantire le proprie produzioni.

## Dopo lo sciopero
L'accordo raggiunto per porre termine allo sciopero prevedeva:
- un contributo degli studios 600.000$ al fondo previdenziale degli sceneggiatori
- 5% del guadagno totale ricavato da produzioni televisive pre-1960
- 2% del guadagno totale ricavato da produzioni televisive post-1960
- Nessun compenso aggiuntivo se il film è stato trasmesso via pay-tv
- Il salario settimanale era aumentato a 350$, con un aumento del 10% per i primi due anni dopo lo sciopero e il 5% per l'anno e mezzo successivo

Per gli sceneggiatori della televisione l'accordo prevedeva:
- aumento di salario del 100% per quattro anni
- aumento da 850$ a 935$ per gli sceneggiatori di spettacoli a basso budget
- aumento da 1100$ a 1200$ per gli sceneggiatori di spettacoli a basso budget
- retribuzione del 4% sui diritti cinematografici su scala nazionale ed internazionale "in eterno" (prima dello sciopero, gli sceneggiatori ottenevano una parte degli incassi solo per i primi cinque anni)
- creazione di un fondo previdenziale